# Lawrence Pentland
Lawrence Henry Pentland (Marquette, Manitoba, 6 de abril de 1879 – Winnipeg, Manitoba, 2 de novembro de 1923) foi um jogador de lacrosse canadense. Pentland era membro da Shamrock Lacrosse Team na qual conquistou a medalha de ouro nos Jogos Olímpicos de Verão de 1904 em Saint Louis.